# Wereldsolidariteit
WSM, voorheen Wereldsolidariteit / Solidarité Mondiale (WSM), is een Belgische niet-gouvernementele organisatie (ngo) die strijdt voor waardig werk en sociale bescherming. De organisatie, met hoofdzetel in Brussel, is actief in Afrika, Azië, Latijns-Amerika en België.

## Geschiedenis
In 1946 werd er binnen het Algemeen Christelijk Vakverbond (ACV) een "Bond voor Wereldsolidariteit" opgericht, met als doel het inzamelen van fondsen, voornamelijk om het werk van het ACV-Kongo (ACVK), de christelijke vakbond in de toenmalige kolonie Congo, te financieren.
Op 8 mei 1971 organiseerde het Algemeen Christelijk Werknemersverbond (ACW) een raad, waarbij een "Manifest over rechtvaardigheid in de wereld" werd goedgekeurd. Naar aanleiding hiervan werd in 1974 de dienst "Wereldsolidariteit" opgericht. Deze nieuwe dienst zou zich niet beperken tot steun aan vakbonden in het globale zuiden, maar ook oog zou hebben voor andere sociale organisaties zoals coöperaties, gezondheidsorganisaties, vrouwen- en jongerenbewegingen.
In 2014, bij de naamsverandering van ACW naar Beweging.net, werd Wereldsolidariteit een onafhankelijke organisatie binnen het netwerk van Beweging.net.
In oktober 2019 veranderde Wereldsolidariteit van naam en heet sindsdien WSM.

## Missie
WSM streeft naar een inclusieve samenleving waarin iedereen de garantie heeft op een rechtvaardig bestaan. Ze steunt en versterkt daarom bijna 100 sociale bewegingen wereldwijd en organiseert ze in nationale en internationale netwerken. Een manier om een groter gewicht te kunnen bieden tegenover de overheid en de privésector.
De sociale bewegingen waarmee WSM samenwerkt, zijn hoofdzakelijk vakbonden, sociaal-culturele organisaties (jongeren, vrouwen, ouderen en anderen), mutualiteiten en coöperatieve organisaties (microkredieten, jobcreatie, voedselverwerking en dergelijke).
Via campagnes en lobbywerk tracht WSM bepaalde onrechtvaardigheden op de lokale, nationale of internationale politieke agenda te plaatsen, in de hoop zo concrete veranderingen teweeg te brengen.
WSM is onder meer ook coördinator van de Schone Kleren Campagne, de Belgische afdeling van het internationaal netwerk Clean Clothes Campaign dat de werkomstandigheden in kledingfabrieken wil verbeteren door bewustmaking en politieke acties.

## Structuur

### Bestuur
| Tijdspanne | Voorzitter    |
| ---------- | ------------- |
| ? - ?      | Rik Kuylen    |
| ? - heden  | Fons De Poter |

## Werkgebied
WSM is actief in 24 landen, verspreid over vier continenten:
- Afrika: Benin, Burkina Faso, Burundi, DR Congo, Guinee, Kameroen, Mali, Mauritanië, Niger, Rwanda, Senegal en Togo
- Azië: Bangladesh, Cambodja, Filipijnen, India, Indonesië en Nepal
- Latijns-Amerika: Bolivia, Peru, Dominicaanse Republiek, Guatemala en Haïti
- Europa: België

## Belgisch netwerk
WSM is lid van netwerkorganisatie Beweging.net. In België werkt WSM nauw samen met de andere leden van Beweging.net: ACV, CM, KAJ, Femma, KWB, OKRA en Pasar.